# 索爾·巴斯
索爾·巴斯（英語：Saul Bass，1920年5月8日—1996年4月25日），生於美國紐約市，平面設計師和電影監製，最出名的是他的電影片頭 ，電影海報和企業標誌設計。
索爾巴斯在長達40年的職業生涯中，和好萊塢一些最傑出的電影人合作，包括希区柯克、奥托·普雷明格、比利·懷德、斯坦利·库布里克和马丁·斯科塞斯。他最有名的電影片頭作品包括導演奧托普萊明格電影《金臂人》中海洛因成癮者手臂的剪紙動畫，以及希區考克電影《北西北》中工作人員字幕由上下跑變成了高角度拍攝的摩天大樓，以及在《驚魂記》中互相競速、時而分離、時而合一的文字。
巴斯也設計了北美最具代表性的一批企業標誌，包括1969年AT&T的鐘型標誌，以及1983年AT&T因反壟斷案分拆後的圓球型標誌。 他還設計了美國大陸航空公司在1968年的標誌和美國聯合航空公司在1974年的標誌，都成了當時航空業最知名的標誌。
Google於2013年5月8日，也就是他93歲誕辰這天，以Google Doodle向他致敬。

## 生平
索爾·巴斯生於美國紐約市布朗克斯區，雙親是來自東歐地區的猶太人移民。從布朗克斯的詹姆斯·門羅高中畢業後，索爾·巴斯在曼哈頓的紐約藝術學生聯盟參與業餘課程，之後至布魯克林學院修夜間課程。
1940年代開始，索爾巴斯進入電影圈工作。

## 設計作品
電影片頭

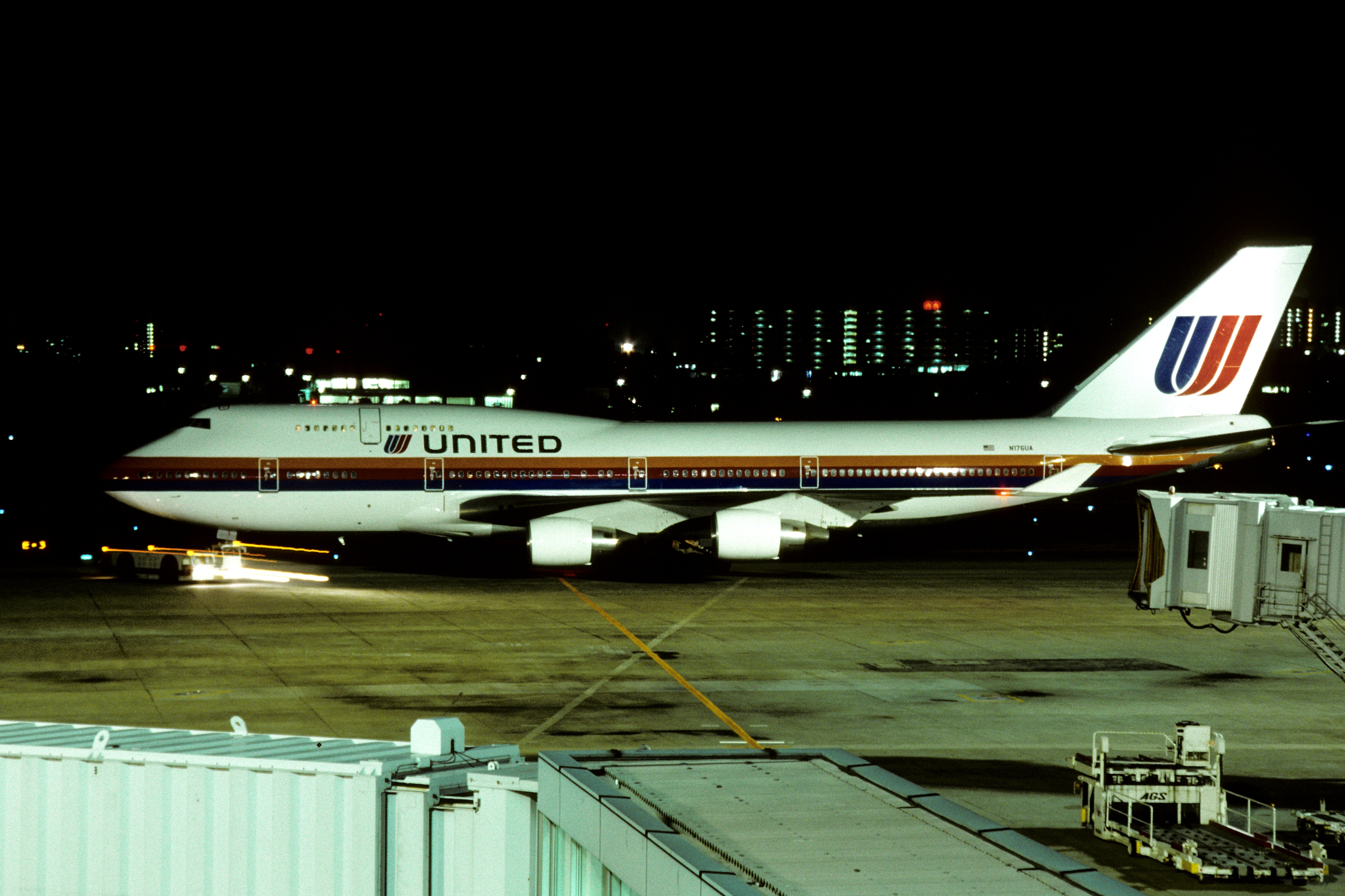
該波音747的垂直尾翼上為索爾·巴斯設計的美國聯合航空鬱金香標誌

- 胭脂虎（Carmen Jones,1954）
- 大刀（The Big Knife,1955）
- 金臂人（The Man with the Golden Arm,1955）
- 萬里追蹤（The Racers,1955）
- 七年之癢（The Seven Year Itch,1955）
- 勞燕不分飛（The Shrike,1955）
- 環遊世界80天（Around the World in 80 Days,1956）
- 暴風眼（Storm Center,1956）
- 攻擊（Attack!,1956）
- 城市邊緣（Edge of the City,1957）
- 聖女貞德（Saint Joan,1957）

## 家庭
1961年，與艾蓮娜·巴斯（Elaine Bass）結婚。兩人生有二子。